# Morda
Morda – wieś w Anglii, w hrabstwie Shropshire. Leży 26 km na północny zachód od miasta Shrewsbury i 249 km na północny zachód od Londynu.